# Formaldehid
A formaldehid (metanal) egy kémiai vegyület, melynek képlete CH2O. A legegyszerűbb aldehid. Szobahőmérsékleten színtelen, kellemetlen, csípős szagú gáz. Először egy orosz kémikus, Alekszandr Butlerov fedezte fel, de azonosítását August Wilhelm von Hofmann-nak is tulajdonítják.  Többféle alakban is létezik: ciklikus trimerje a trioxán (más néven 1,3,5-trioxán) polimerje a paraformaldehid (más néven polioximetilén). Vízben hidrátot alkot CH2(OH)2. A 40%-os vizes oldata a tömény formalin.
A formaldehid a metán és egyéb szerves vegyületek oxidációjának köztes vegyülete. Erdőtüzekben, kipufogógázban, cigarettafüstben egyaránt előfordul. A Föld légkörében jelenlévő formaldehid a légkörben található metánból és egyéb szénhidrogénekből, napfény és oxigén hatására keletkezik. A szmog egyik összetevője. Az élőlényekben előforduló lebontó folyamatok a légköri formaldehid kis részét adják.
Hangyasavvá oxidálódik. Nevét a hangyasav latin neve (acidum formicicum) és az aldehid szó összevonásával kapta.

## Tulajdonságai
A formaldehid szobahőmérsékleten gáz halmazállapotú, vízben jól oldódik. Kereskedelmi forgalomban általában 37%-os oldatban kapható, mely stabilizálóként 10-15% metanolt is tartalmaz. Vizes oldatban hidratálódik, a következő folyamat játszódik le:
CH2O + H2O → CH2(OH)2
A metanolt azért adják hozzá, mert a formaldehid 1,3,5-trioxánná, vagy polioximetilénné áll össze (a folyamat reverzibilis). A metanol később melegítés hatására elpárolog. A reverzibilis folyamatok miatt a formaldehid erősen különbözik az ideális gázoktól, különösen nagy nyomás vagy alacsony hőmérséklet esetén.

## Előállítása
A formaldehidet iparilag a metanol katalizátor jelenlétében történő oxidációjával állítják elő. A leginkább használatos katalizátorok az ezüst, a vas-oxid, a molibdén és a vanádium. A széles körben használt FORMOX® eljárás során a metanol és az oxigén reakciója 250-400 °C-on megy végbe vas-oxid, molibdén és/vagy vanádium jelenlétében a következő reakcióegyenlet szerint.
2 CH3OH + O2 → 2 H2CO + 2 H2O
Az ezüst által katalizált folyamathoz 650 °C-ra van szükség. Ebben az esetben azonban a fenti reakción kívül az alábbi reakció is létrejön.
CH3OH  →  H2CO + H2

## Kimutatása
Az aldehidek, illetve formilcsoportot tartalmazó vegyületek kimutatására használják az ezüsttükörpróbát. Szintén a formilcsoport kimutatására használják a Fehling-próbát. Ezek közül a formaldehid mind a 2 próbát adja, hiszen ő maga is tartalmaz formilcsoportot.

### Ezüsttükörpróba
Ezüst-nitrát-oldatba ammónia-oldatot csepegtetve barnás csapadék válik ki, majd az ammónia fölösleg miatt feloldódik. Következő lépésként formalint csepegtetünk bele. Ezután elkezdjük melegíteni a kémcsövet. A kémcső falán ezüstbevonat keletkezik.
A reakció során a formaldehid (itt a vizes oldatát, a formalint használtuk) hangyasavvá oxidálódik. Egyébként a keletkezett hangyasav még tovább oxidálódik szén-dioxiddá. Lúgos közegben az ezüstionok (Ag+) ezüstatomokká redukálódnak (fémezüst válik ki, ezt látjuk a kémcső oldalán).
2 Ag+ + 2 OH− + HCHO = 2 Ag + HCOOH + H2O

### Fehling-próba
Fehling I-oldathoz (réz-szulfát) öntsünk annyi Fehling II-oldatot (nátrium-hidroxid és borkősav kálium-nátrium sója), amennyitől a keletkező csapadék mélykék színnel feloldódik. Ezután a kék színű oldathoz adjunk formalint, majd melegítsük a kémcsövet. Kezdetben zöldessárga, sárga és végül vörös csapadék (Cu2O) keletkezik (ezt is a kémcső falán láthatjuk).
A reakció során a réz(II) ionok réz(I) ionokká redukálódnak; a formaldehid (itt vizes oldatát a formalint használtuk) pedig karbonsavvá, mégpedig hangyasavvá oxidálódik.
2 Cu2+ + 4 OH− + HCHO = Cu2O + HCOOH + 2 H2O

## Felhasználási területei
A formaldehid sok vegyület előállításához szükséges. Hasonló tulajdonságokkal rendelkezik, mint a többi aldehid, csak sokkal reaktívabb. Bázikus katalizátor jelenlétében hangyasav és metanol keletkezik belőle (Cannizzaro-reakció).

### Biológiai vonatkozások
Természetes állapotban élő szervezet csak igen elvétve tartalmaz formaldehidet, viszont szövetek állagmegőrzésére gyakran alkalmazzák.

### Fertőtlenítő/tartósító
A formaldehid vizes oldata a  formalin, a legtöbb baktériumot és gombát elpusztítja, spóráikat is beleértve. Erős bőrszárító hatása miatt szemölcsök kezelésére is alkalmazzák.
A szövetek és/vagy sejtek tartósításához kiváló vegyület, mert a fehérjékben valamint a DNS-ben megtalálható elsődleges amino-csoportokat keresztcsatolja a közelben található nitrogénatomokkal egy -CH2-segítségével, így akadályozva meg a szövet lebomlását.
A formaldehidet az RNS vizsgálatakor is alkalmazzák, mert megakadályozza az RNS másodlagos struktúrájának kialakulását.

### Ipari felhasználás
A formaldehid sok komplexebb vegyület előállításához szükséges.
A legtöbb formaldehidet a polimerek és más anyagok szintetizálása során használják fel. Fenol, karbamid vagy melamin jelenlétében erős gyanta keletkezik belőle. Ezt a gyantát ragasztóként alkalmazzák. A gyanta vízálló, így egyes szalvéták, törlőkendők is tartalmazzák. Hab formájában kitűnő hőszigetelő. Az összes előállított formaldehid több mint felét gyanta előállítása során használják fel. Mindezeken túl festékekben, és egyes robbanóanyagokban is megtalálható.

### Tartósítás, balzsamozás
A formaldehidet emberi és más szövetek fertőtlenítésére, balzsamozására használják, mert azok így sokáig eltárolhatók. Élelmiszerekben is felhasználták E240 néven.
Az Európai Unióban 2007. szeptember 22-e óta tilos a használata tartósító- vagy balzsamozószerként.

## Biztonsági kockázatok
A belégzés útján a szervezetbe kerülő formaldehid általában három forrásból származhat:
- formaldehidalapú gyanták hő vagy kémiai hatások miatt bekövetkező bomlásából
- vízben oldott formaldehid párolgásából
- szerves vegyületek égéséből

A formaldehid mérgező és rákkeltő hatású. Építkezéseknél a levegőben megengedett maximális mennyisége 0,1 ppm. Ezen koncentráció fölött a szem irritációját, nyálkahártyák égető érzését, asztmás embereknél a tünetek erősödését, fulladást, valamint fejfájást okozhat. Az USA-ban mint lehetséges rákkeltő anyagot tartják számon.